# Restrepia trichoglossa
Restrepia trichoglossa F.Lehm. ex Sander (1901) es una especie de orquídeas de la familia de las Orchidaceae.

## Hábitat
La planta se encuentra en el bosque nublado de Panamá, Colombia, Perú y Ecuador en elevaciones de 300 a 3200 m s. n. m.

## Descripción
Es una planta diminuta de tamaño, que prefiere el clima fresco a frío y es epífita con ramicauls con el ramicaul oculto en 4 a 8 vainas, grandes, comprimidas, tubulares e imbricadas y una sola hoja apical, erecta, aovado-elíptica,  bidentada, en líneas generales cuneada o base redondeada en contacto con el retorcido peciolo de la base de la hoja que florece que en un terminal de 5 cm de largo, surgiendo sucesivamente una única flor de la inflorescencia que crece por encima y detrás de la hoja y está enfundada en brácteas,  se producen en el verano y principios del otoño.

## Nombre común
- Español: Restrepia lengua peluda
- Inglés: Hairy Tongued Restrepia

## Sinonimia
- Restrepia leontoglossa Schltr. 1920
- Restrepia serrilabia Schltr. 1920
- Restrepia subserrata Schltr. 1923
- Restrepia angustilabia Schltr. 1923